# 厄则克尔 (米开朗基罗)
厄则克尔（以西结，Ezechiele）是米开朗基罗的一幅湿壁画，尺寸为355x380厘米，位于罗马梵蒂冈博物馆中西斯汀小堂拱顶天花板第五跨，绘制于1511年，由儒略二世订制。

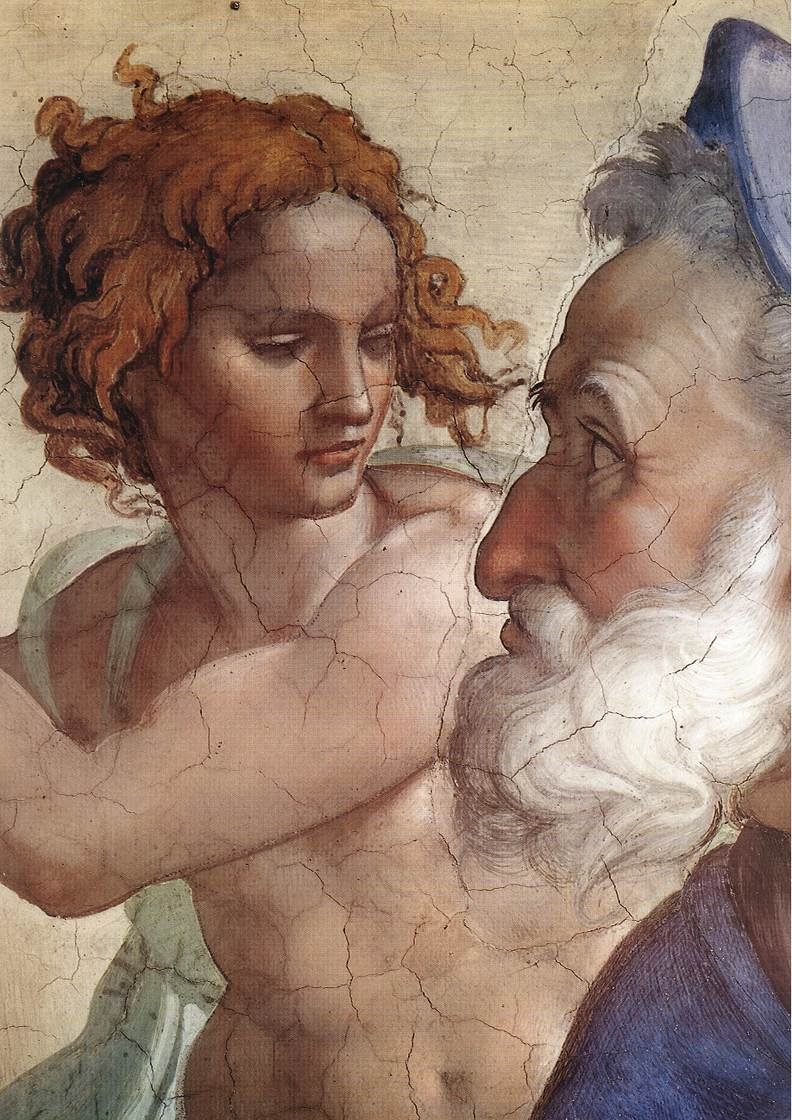

画中的以西结充满活力，身穿鲜艳的红色长袍，配上一块紫色的布和蓝色的围巾，冷色调与红色相平衡。他的脸转向身后，表情激动，右手摊开，似乎要证明预言的真实性。

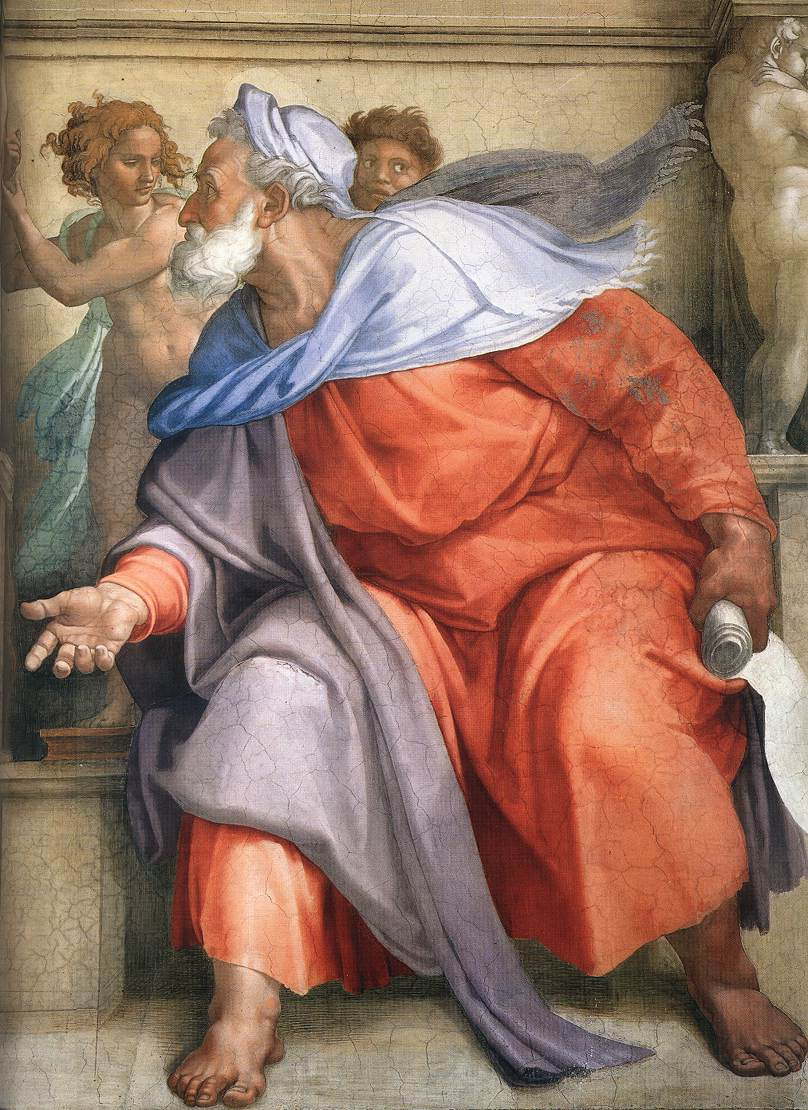

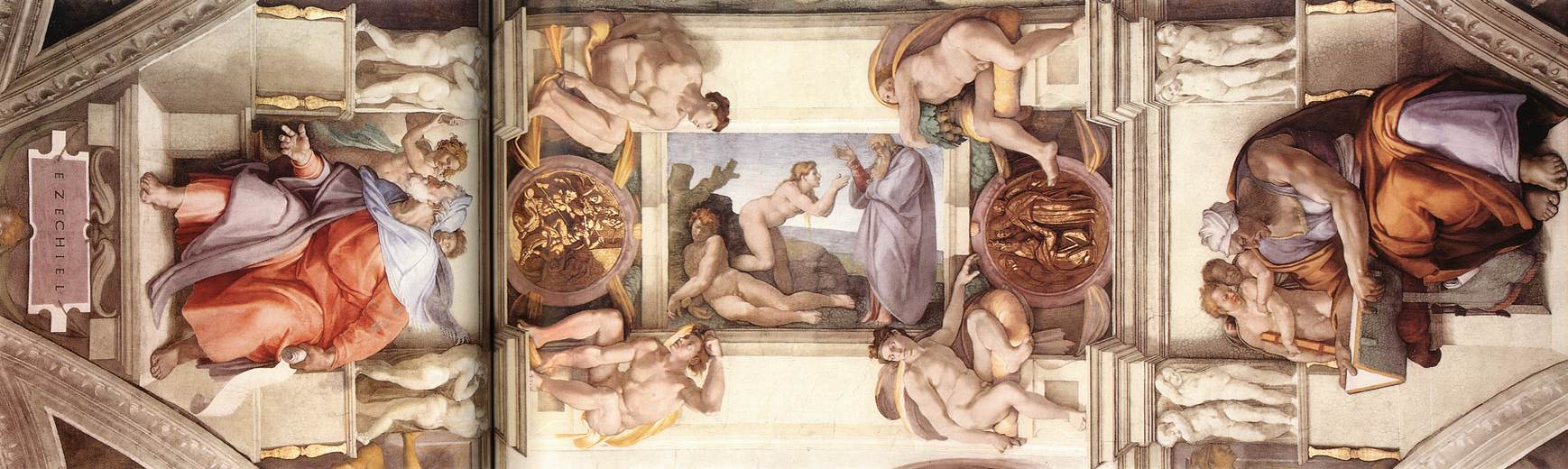
西斯汀小堂拱顶天花板第五跨